# Tarcy Su
Tarcy Su Hui Lun (cinese tradizionale: 蘇慧倫; cinese semplificato: 苏慧伦; pinyin: Sū Huìlún; Taipei, 27 ottobre 1970) è una cantante e attrice taiwanese, divenuta popolare negli anni '90, quando registrava con l'etichetta indipendente taiwanese Rock Records.
Il suo primo album è stato pubblicato nel 1990, quando lei aveva 20 anni. Le sue canzoni sono principalmente in cinese, sebbene tre dei suoi album siano stati cantati in cantonese

## Carriera musicale
L'album di debutto di Su è stato pubblicato nel 1990 dall'etichetta discografica Rock Records e prodotto dalla compagnia Zhuque (朱雀文化製作), ottenendo immediato successo. Dal 1994, Su passò esclusivamente sotto alla Rock Records, con la quale pubblicò alcuni dei suoi album più popolari, tra cui figura Lemon Tree (1996). In tale album la cantante ha cantato una cover cinese della canzone Lemon Tree dei Fool's Garden; in Duck (1996) ha cantato una cover di una canzone pop della band sudcoreana JuJu Club, mentre in Fool (1997) ha riproposto una canzone del gruppo singaporiano Padres.
Nel 2002 il contratto della Su con la Rock Records si è concluso. La cantante si è quindi dedicata alla recitazione, partecipando a diversi film e serie televisive. Successivamente ha firmato un contratto con l'etichetta discografica Shanghua Records, sussidiaria della Universal Music, sotto la quale ha finora pubblicato due album.

## Discografia

### Album mandarini
- 追得過一切、愛我好嗎？ (10 marzo 1990)
- Maybe Tomorrow、我在你心中有沒有重量？ (Novembre 1990)
- My Dear My Friend、甜蜜心事 (Luglio 1991)
- 給我愛、寂寞喧嘩 (Agosto 1992)
- 六月的茉莉夢、我一個人住 (10 giugno 1993)
- 就要愛了嗎 (Ottobre 1994)
- 滿足 (5 ottobre 1995)
- Lemon Tree (23 maggio 1996)
- 鴨子 (27 dicembre 1996)
- 傻瓜 (8 agosto 1997)
- Happy Hours (15 gennaio 1999)
- 懶人日記 (31 dicembre 1999)
- 戀戀真言 (25 dicembre 2001)
- 蘇慧倫 (25 aprile 2006)
- 左撇子、旋轉門 (19 ottobre 2007)

### Album cantonesi
- 我有時會想
- 自然喜歡你
- 話說蘇慧倫Ｘ檔案

### EP
- Lemon Dance tracks
- Duck Dance tracks
- 圈圈

### Raccolte
- 愛上飛鳥的女孩 (aprile 1994)
- 失戀萬歲 (selezione + inediti)
- 倫選 (cantonese)
- 蘇情時間：1990～2002全經典 (pubblicazione limitata ad Hong Kong)
- 滾石香港黃金十年 (pubblicazione limitata ad Hong Kong)